# 马德莱娜·贝尔托
马德莱娜·贝尔托（法語：Madeleine Berthod，1931年2月1日—），瑞士女子高山滑雪运动员。她曾代表瑞士参加1952年、1956年和1960年冬季奥林匹克运动会高山滑雪比赛，获得一枚金牌。